# البار (فلم)
البار فيلم مصري إنتاج عام 2012 وهو أول فيلم تقوم بإنتاجه شركة كورينت للإنتاج الفني. وتاريخ عرضه يوافق عيد الفطر لسنة 1433 هـ.

## القصة
تدور أحداث الفيلم في أحد البارات حيث يتعرض لقصص أربع فتيات والمشاكل التي يتعرضن لها والخلافات التي تنشأ بينهن نتيجة اختلاف شخصية كل منهن وطريقة تفكيرها ورؤيتها للحياة عن الأخرى وتحكم (محمد أحمد ماهر) في حياة تلك الفتيات.

## الممثلون
- محمد أحمد ماهر
- مني ممدوح
- ماهيتاب صلاح الدين
- علي الطيب
- إسلام أحمد حسين

## روابط خارجية
- مقالات تستعمل روابط فنية بلا صلة مع ويكي بيانات